# Comuna Kirova, Nemîriv
Kirova (în ucraineană Кірова) este o comună în raionul Nemîriv, regiunea Vinnița, Ucraina, formată din satele Kirova (reședința), Korovaina, Monastîrok, Sajkî și Selevînți.

## Demografie
Componența lingvistică a satului Kirova
     Ucraineană (99,18%)
     Alte limbi (0,77%)
Conform recensământului din 2001, majoritatea populației satului Kirova era vorbitoare de ucraineană (99,18%), existând în minoritate și vorbitori de alte limbi.